# Kupferglanzschwänzchen
Das Kupferglanzschwänzchen (Metallura theresiae) ist eine Vogelart aus der Familie der Kolibris (Trochilidae). Die Art ist endemisch in Peru. Der Bestand wird von der IUCN als „nicht gefährdet“ (least concern) eingestuft.

## Merkmale
Das Kupferglanzschwänzchen erreicht eine Körperlänge von etwa 11 cm bei einem Gewicht von ca. 4,8 bis 5 g. Das Männchen hat einen mittelgroßen geraden schwarzen Schnabel. Ober- und Unterseite sind oliv bronzefarben und zeigen insbesondere am Kopf starke kupferrote Reflexionen. Ein schmaler Kehlfleck schimmert hellgrün, die Oberseite des Schwanzes violett blau und die Unterseite grau violett. Das Weibchen ähnelt dem Männchen, doch wirkt der Kehlfleck matter und unvollständig. Die äußeren Steuerfedern haben auf der Unterseite weiße Flecken. Jungvögel ähneln in der Färbung den Weibchen.

## Verhalten und Ernährung
Meist schwirren Kupferglanzschwänzchen zur Nektaraufnahme vor Schwarzmundgewächsen wie z. B. Arten der Gattung Brachyotum oder vor Heidekrautgewächse wie z. B. Arten der Gattung Macleania. Männchen richten sich ein Nahrungsterritorium ein.

## Lautäußerungen
Die Jagdrufe klingen wie eine abnehmende Serie von drei bis sechs piepsigen Tönen. Diesen folgen wiederholte lebhafte wirre trt-tsi-sii-sii-sewm...trr-tsi-tsew...trr-tsi-tsew...-Phasen. Die Laute ähneln in der Struktur der von anderen Mitgliedern der Gattung Metallura.

## Fortpflanzung
Zwischen August und September wurde an Exemplaren erhöhte Gonadenentwicklung nachgewiesen.  Ein Gelege besteht aus zwei weißen Eiern. Die Ausbrut erfolgt durch das Weibchen. Die erste Brut findet im zweiten Lebensjahr der Tiere statt.

## Verbreitung und Lebensraum

Verbreitungsgebiet des Kupferglanzschwänzchens

Kupferglanzschwänzchen kommen in offenen Lichtungen mit Schwarzmund- und Heidekrautgestrüpp in feuchtem Zwergen- und Elfenwald mit Moos und Farnen vor. Außerdem findet man sie an den angrenzenden sumpfigen Graslandschaften. Ihr Futter beziehen sie in den Straten vom Unterholz bis in die Baumkronen. Sie leben in Höhenlagen zwischen 2900 und 3800 Metern.

## Migration
Über das Zugverhalten ist wenig bekannt. Vermutlich sind Kupferglanzschwänzchen Standvögel, die saisonal in den Höhenlagen wandern.

## Unterarten
Es sind zwei Unterarten bekannt:
- Metallura theresiae parkeri Graves, GR, 1981[3] kommt in der Cordillera de Colán im Nordosten Perus vor. Bei dieser Unterart fehlen die kupferroten Reflexionen. Außerdem hat sie einen grünen Oberkopf. Der Schwanz ist auf der Oberseite himmelblau und gelblich grün auf der Unterseite.[1]
- Metallura theresiae theresiae Simon, 1902[4] – die Nominatform kommt in den nördlichen Anden von der Region Amazonas bis in die Region Huánuco vor.

Laticauda rubriginosa Cory, 1913, dessen Typusexemplar östlich des Dorfes Balsas von Wilfred Hudson Osgood und Malcolm Playfair Anderson gesammelt wurde, wird heute als Synonym zur Nominatform betrachtet.

## Etymologie und Forschungsgeschichte
Eugène Louis Simon beschrieb das Kupferglanzschwänzchen unter dem heutigen Namen Metallura theresiae. Das Typusexemplar stammte aus Tayabamba in der Provinz Pataz in der Region La Libertad und wurde von Gustave Adolphe Baer (1838–1918) gesammelt. 1847 führte John Gould die neue Gattung Metallura ein. Das Wort Metallura leitet sich von den griechischen Wörtern μέταλλον métallon für „Metall“ und ουρά ourá für „Schwanz“ ab. Das Artepitheton theresiae ist der Frau des Sammlers Marie Thérèse Baer geb. Simon (1850–1924) gewidmet. Parkeri ehrt Theodore Albert Parker III (1953–1993). Rubriginosa leitet sich von den lateinischen Wörtern rubiginosus, rubigo, rubiginis, rubeus für „rostig, rostfarben, Rost, rötlich“ ab.